# 公园河 (北达科他州)
公园河（英語：Park River），是美国北达科他州下属的一座城市。根据2010年美国人口普查，该市有人口1,403人。2011年估计该市有人口1,392人，相对于2010年，增长率为?0.78%。